# ERA Basketball Nymburk
ERA Basketball Nymburk je český basketbalový klub, který sídlí v Nymburce ve Středočeském kraji. Se svými dvaceti tituly (poslední v sezóně 2024/25) je Nymburk na celkovém prvním v počtu titulů v české nejvyšší soutěži. V českém poháru klub zvítězil celkem sedmnackrát, což z něj v tomto ohledu činí nejúspěšnější klub v zemi. Na mezinárodní scéně je největším úspěchem čtvrtfinále v ULEB Eurocupu, kterého klub dosáhl v sezónách 2009/10 a 2011/12.
Klub byl založen v roce 1929 v rámci Sokola a jmenoval se tak Sokol Nymburk. Během druhé světové války se klub přejmenoval na SK Železničáři Nymburk. Od konce druhé světové války až do roku 1950 se klub jmenoval opět Sokol Nymburk. V roce 1950 bylo jméno změněno na Lokomotiva Nymburk, v roce 1998 na BK GA Nymburk. V sezóně 1999/00 klub (hrající do té doby nižší soutěže) odkoupil možnost postupu z druhé do první ligy. Mezi lety 2002 až 2004 se jmenoval BK ECM Nymburk. Od roku 2004 do roku 2019 nesl klub název ČEZ Basketball Nymburk, v létě 2019 získal klub nového titulárního partnera a přejmenoval se na ERA Basketball Nymburk .
V sezóně 2011/12 hrál tento klub dvě zahraniční soutěže: VTB United League a Eurocup. Ve VTB United League působil nymburský celek až do konce sezóny 2015/16 (od sezóny 2013/14 mj. jako ruská nejvyšší soutěž). Za finanční rok končící 30. června 2015 vykázala společnost Basketball Nymburk, a.s. ztrátu 26 milionů korun a vlastní kapitál klesl na -47 milionů korun. V roce 2014 byl do nymburského klubu sloučen DSK Karlín, díky čemuž došlo k založení ženského oddílu pod názvem DSK Basketball Nymburk. V roce 2018 byl klub Miroslavem Janstou po dlouhých jednáních prodán šéfům Omnipolu a Sport Investu. Jansta byl strůjcem novodobé zlaté éry Nymburka.
Své domácí zápasy odehrává v domácích soutěžích v Nymburce, na mezinárodní scéně je domovem pražská hala Královka.

## Historické názvy
Zdroj:
- 1930 – Sokol Nymburk

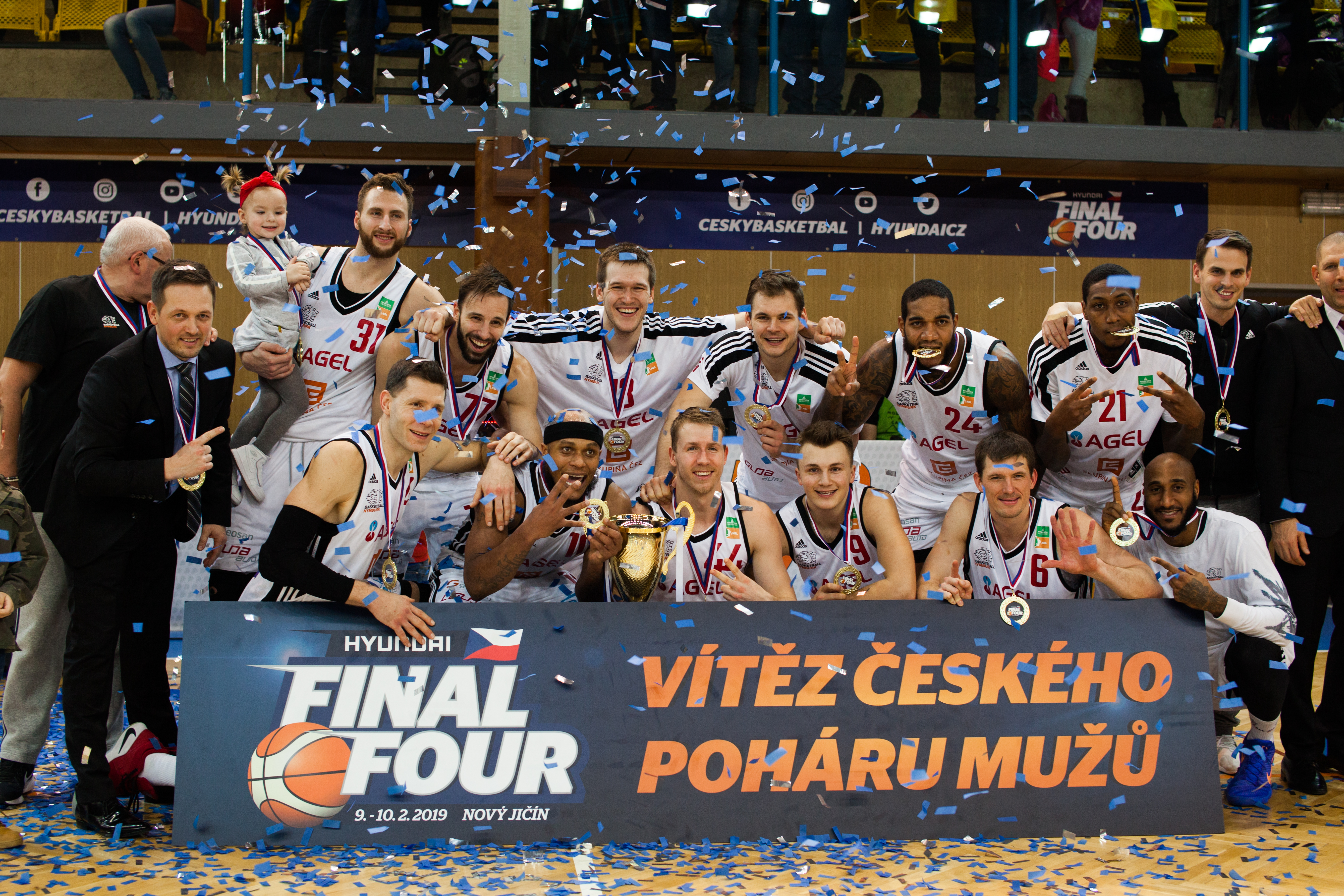
Basketball Nymburk, vítězové NBL 2018/19

- 1939 – SK Železničáři Nymburk (Sportovní klub Železničáři Nymburk)
- 1945 – Sokol Nymburk
- 1950 – TJ Lokomotiva Nymburk (Tělovýchovná jednota Lokomotiva Nymburk)
- 1998 – BK GA Nymburk (Basketbalový klub GA Nymburk)
- 2002 – BK ECM Nymburk (Basketbalový klub Enterprise Content Management Nymburk)
- 2004 – ČEZ Basketball Nymburk (České energetické závody Basketball Nymburk)
- 2019 – ERA Basketball Nymburk

## Získané trofeje
- Národní basketbalová liga ( 20× )
  - 2003/04, 2004/05, 2005/06, 2006/07, 2007/08, 2008/09, 2009/10, 2010/11, 2011/12, 2012/13, 2013/14, 2014/15, 2015/16, 2016/17, 2017/18, 2018/19[10], 2020/21, 2021/22, 2023/24 2025/25
- Český pohár v basketbalu ( 17× )
  - 2003/04, 2004/05, 2006/07, 2007/08, 2008/09, 2009/10, 2010/11, 2011/12, 2012/13, 2013/14, 2016/17, 2017/18, 2018/19[11],2019/20, 2020/21, 2023/24

## Soupiska sezóny 2023/2024[12]
| ČÍSLO | JMÉNO A PŘÍJMENÍ     | POST | DATUM NAROZENÍ | VĚK | VÝŠKA  | ZÁPASŮ V SEZONĚ | SEZONY V LIZE | PŘEDCHOZÍ KLUB         |
| ----- | -------------------- | ---- | -------------- | --- | ------ | --------------- | ------------- | ---------------------- |
| 0     | Jitaurious Gordon    | R    | 20. 10. 1998   | 25  | 185 cm | 44              | 1             | Tartu (Estonsko)       |
| 1     | Nakye Sanders        |      | 1. 11. 1997    | 26  | 203 cm | 14              | 1             | -                      |
| 2     | František Rylich     | R/K  | 31. 3. 2002    | 22  | 190 cm | 47              | 5             | -                      |
| 4     | Petr Benda           | P    | 25. 3. 1982    | 42  | 203 cm | 1               | 23            | A Plus Brno            |
| 10    | Dávid Novák          | K    | 16. 5. 2003    | 21  | 199 cm | 26              | 2             | -                      |
| 12    | Myles Stephens       |      | 1. 1. 1997     | 27  | 198 cm | 26              | 1             | -                      |
| 13    | Thomas Bell III      | P    | 7. 11. 1998    | 25  | 202 cm | 45              | 1             | Bristol (Anglie)       |
| 17    | Jaromír Bohačík      | K    | 26. 5. 1992    | 32  | 197 cm | 39              | 10            | Bamberg (Německo)      |
| 19    | Ondřej Sehnal        | R    | 10. 10. 1997   | 26  | 191 cm | 42              | 8             | Braunschweig (Německo) |
| 20    | Spencer John Svejcar | K    | 8. 11. 1994    | 29  | 193 cm | 20              | 7             | Ústí nad Labem         |
| 21    | Luboš Kovář          | P    | 10. 11. 2000   | 23  | 204 cm | 47              | 7             | Tuři Svitavy           |
| 24    | Timothy Finke        |      | 20. 8. 1999    | 24  | 198 cm | 5               | 1             | -                      |
| 31    | Martin Kříž (C)      | K/P  | 17. 6. 1993    | 30  | 200 cm | 44              | 15            | Kolín                  |
| 41    | Sukhmail Mathon      | P    | 1. 5. 1998     | 26  | 208 cm | 49              | 2             | Ostrava                |
| 98    | Jakub Tůma           | R    | 9. 9. 1998     | 25  | 192 cm | 49              | 7             | USK Praha              |
| N     | David Collins        | R    | 31. 5. 1998    | 26  | 190 cm | 13              | 1             | Leiden (Nizozemsko)    |
| N     | Matyáš Benda         |      | 29. 2. 2008    | 16  | 0 cm   | 1               | 1             | -                      |

## Umístění v jednotlivých sezonách
Stručný přehled
Zdroj:
- 1947–1948: Státní liga (1. ligová úroveň v Československu)
- 2000– : Národní basketbalová liga (1. ligová úroveň v České republice)
- 2010–2011: Adriatic League (mezinárodní soutěž)
- 2011–2013: VTB United League (mezinárodní soutěž)
- 2013–2016: VTB United League (1. ligová úroveň v Rusku)

Jednotlivé ročníky
Zdroj:
Legenda: ZČ - základní část, červené podbarvení - sestup, zelené podbarvení - postup, fialové podbarvení - reorganizace, změna skupiny či soutěže
| Československo (1947 – 1993) |                           |           |                  |                                       |                                  |
| Sezóny                       | Soutěž                    | Úroveň    | ZČ               | Play-off, nadstavba, sk. o udržení... | Poznámky                         |
| 1947/48                      | Státní liga               | 1. úroveň | 12. místo        |                                       | Sestup                           |
| ...                          |                           |           |                  |                                       |                                  |
| Česko (1993 – )              |                           |           |                  |                                       |                                  |
| Sezóny                       | Soutěž                    | Úroveň    | ZČ               | Play-off, nadstavba, sk. o udržení... | Poznámky                         |
| ...                          |                           |           |                  |                                       |                                  |
| 2000/01                      | Národní basketbalová liga | 1. úroveň | 10. místo        | Skupina o udržení (2. místo)          |                                  |
| 2001/02                      | Národní basketbalová liga | 1. úroveň | 3. místo         | Zápas o 3. místo (výhra)              |                                  |
| 2002/03                      | Národní basketbalová liga | 1. úroveň | 2. místo         | Finále                                |                                  |
| 2003/04                      | Národní basketbalová liga | 1. úroveň | 1. místo         | Vítěz                                 |                                  |
| 2004/05                      | Národní basketbalová liga | 1. úroveň | 1. místo         | Vítěz                                 |                                  |
| 2005/06                      | Národní basketbalová liga | 1. úroveň | 1. místo         | Vítěz                                 |                                  |
| 2006/07                      | Národní basketbalová liga | 1. úroveň | 1. místo         | Vítěz                                 |                                  |
| 2007/08                      | Národní basketbalová liga | 1. úroveň | 1. místo         | Vítěz                                 |                                  |
| 2008/09                      | Národní basketbalová liga | 1. úroveň | 1. místo         | Vítěz                                 |                                  |
| 2009/10                      | Národní basketbalová liga | 1. úroveň | 1. místo         | Vítěz                                 |                                  |
| 2010/11                      | Národní basketbalová liga | 1. úroveň | 1. místo         | Vítěz                                 |                                  |
| 2011/12                      | Národní basketbalová liga | 1. úroveň | 1. místo         | Vítěz                                 |                                  |
| 2012/13                      | Národní basketbalová liga | 1. úroveň | 1. místo         | Vítěz                                 |                                  |
| 2013/14                      | Národní basketbalová liga | 1. úroveň | 1. místo         | Vítěz                                 |                                  |
| 2014/15                      | Národní basketbalová liga | 1. úroveň | 1. místo         | Vítěz                                 |                                  |
| 2015/16                      | Národní basketbalová liga | 1. úroveň | 1. místo         | Vítěz                                 |                                  |
| 2016/17                      | Národní basketbalová liga | 1. úroveň | 1. místo         | Vítěz                                 |                                  |
| 2017/18                      | Národní basketbalová liga | 1. úroveň | 1. místo         | Vítěz                                 |                                  |
| 2018/19                      | Národní basketbalová liga | 1. úroveň | 1. místo         | Vítěz                                 |                                  |
| 2019/20                      | Národní basketbalová liga | 1. úroveň | bez pořadí *)    | vítěz základní části                  | *) z důvodů koronaviru           |
| 2020/21                      | Národní basketbalová liga | 1. úroveň | 1. místo         | Vítěz                                 |                                  |
| 2021/22                      | Národní basketbalová liga | 1. úroveň | 1. místo         | Vítěz                                 |                                  |
| 2022/23                      | Národní basketbalová liga | 1. úroveň | 2. místo         | Zápas o 3. místo (výhra)              |                                  |
| 2023/24                      | Národní basketbalová liga | 1. úroveň | 1. místo         | Vítěz                                 |                                  |
| Rusko (2013 – 2016)          |                           |           |                  |                                       |                                  |
| Sezóny                       | Soutěž                    | Úroveň    | ZČ               | Play-off, nadstavba, sk. o udržení... | Poznámky                         |
| 2013/14                      | VTB United League         | 1. úroveň | 8. místo (sk. A) |                                       |                                  |
| 2014/15                      | VTB United League         | 1. úroveň | 14. místo        |                                       |                                  |
| 2015/16                      | VTB United League         | 1. úroveň | 8. místo         | Čtvrtfinále                           | Odhlášení ze soutěže             |
| Celoevropské soutěže         |                           |           |                  |                                       |                                  |
| Sezóny                       | Soutěž                    | Úroveň    | ZČ               | Play-off, nadstavba, sk. o udržení... | Poznámky                         |
| 2010/11                      | Adriatic League           | 1. úroveň | 8. místo         |                                       |                                  |
| 2011/12                      | VTB United League         | 1. úroveň | 5. místo (sk. B) |                                       |                                  |
| 2012/13                      | VTB United League         | 1. úroveň | 8. místo (sk. B) |                                       | Přechod v ruskou nejvyšší soutěž |

## Účast v mezinárodních pohárech
Zdroj:
| Výkonnostní úrovně |
| mezikontinentální úroveň – Interkontinentální pohár                                                                                                  |
| 1. výkonnostní úroveň – Pohár mistrů evropských zemí, FIBA SuproLeague, Euroliga                                                                     |
| 2. výkonnostní úroveň – Pohár vítězů pohárů, Saportův pohár, ULEB Eurocup                                                                            |
| 3. výkonnostní úroveň – Koračův pohár, FIBA EuroCup Challenge (2002–2003), FIBA EuroChallenge, FIBA Europe Cup (2015–2016), Basketbalová liga mistrů |
| 4. výkonnostní úroveň – FIBA EuroCup Challenge (od r. 2003), FIBA Europe Cup (od r. 2016)                                                            |

Legenda: EL - Euroliga, PMEZ - Pohár mistrů evropských zemí, IP - Interkontinentální pohár, FSL - FIBA SuproLeague, UEC - ULEB Eurocup, BLM - Basketbalová liga mistrů, FEC - FIBA Europe Cup, PVP - Pohár vítězů pohárů, SP - Saportův pohár, KP - Koračův pohár, FECH - FIBA EuroChallenge, FECCH - FIBA EuroCup Challenge
- FECH 2003/04 – Předkolo, sk. D (5. místo)
- FECH 2004/05 – Osmifinále
- FECH 2005/06 – Osmifinálová skupina I (4. místo)
- FECH 2006/07 – Základní skupina F (3. místo)
- UEC 2007/08 – Šestnáctifinále
- UEC 2008/09 – Základní skupina H (3. místo)
- UEC 2009/10 – Čtvrtfinále
- EL 2010/11 – 1. předkolo
- UEC 2010/11 – Osmifinálová skupina K (4. místo)
- EL 2011/12 – 3. předkolo
- UEC 2011/12 – Čtvrtfinále
- EL 2012/13 – 2. předkolo
- UEC 2012/13 – Osmifinálová skupina J (4. místo)
- EL 2013/14 – 1. předkolo
- UEC 2013/14 – Osmifinále
- EL 2014/15 – 1. předkolo
- UEC 2014/15 – Šestnáctifinálová skupina G (4. místo)
- FEC 2015/16 – Šestnáctifinálová skupina P (3. místo)
- BLM 2016/17 – Šestnáctifinále
- BLM 2017/18 – Šestnáctifinále
- BLM 2018/19 – Základní skupina C (7. místo)
- BLM 2019/20 – Nejúspěšnější tým po základní části celé BCL,

## Galerie

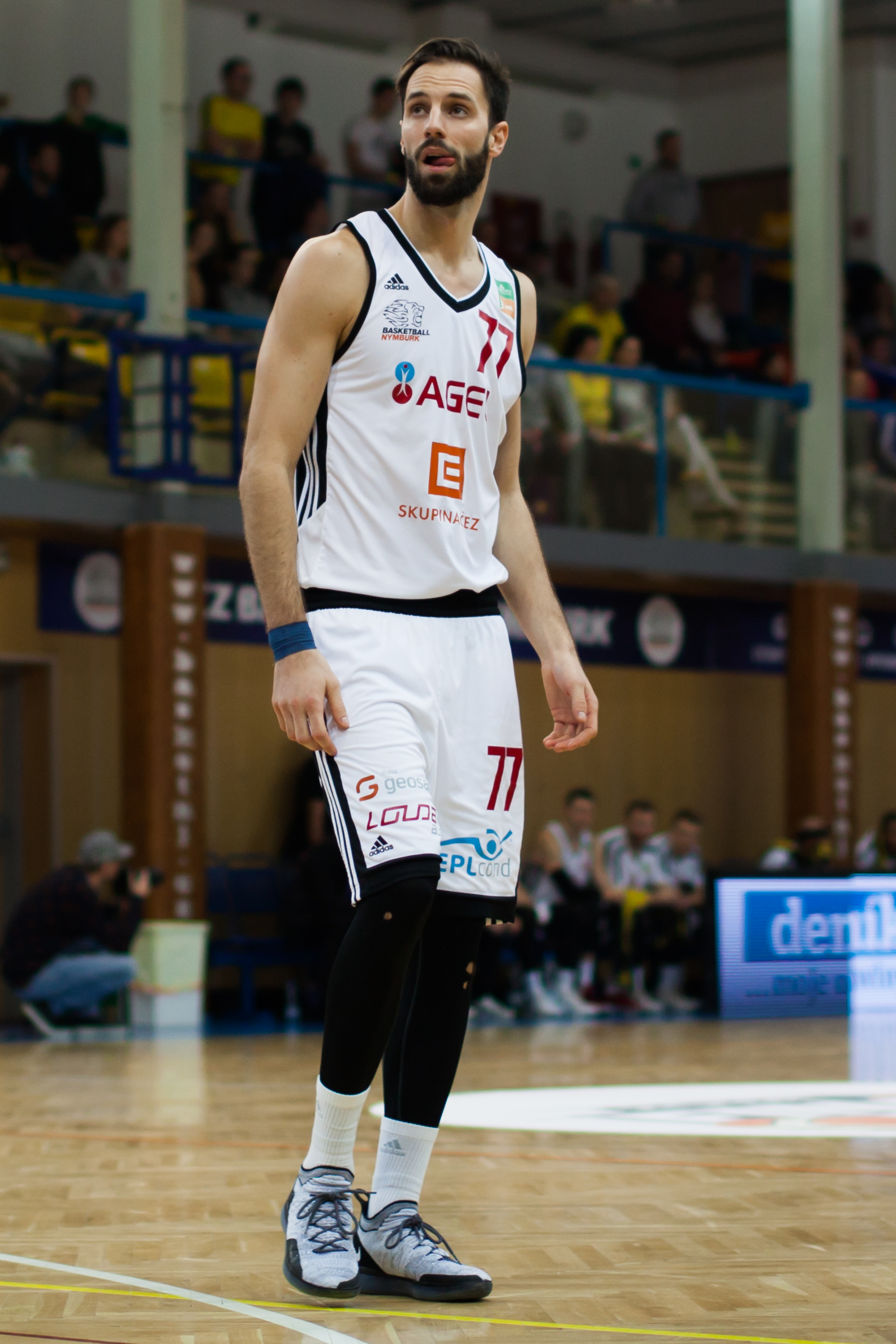
Vojtěch Hruban v zápase Českého poháru v basketbalu (Nový Jičín, 2019)
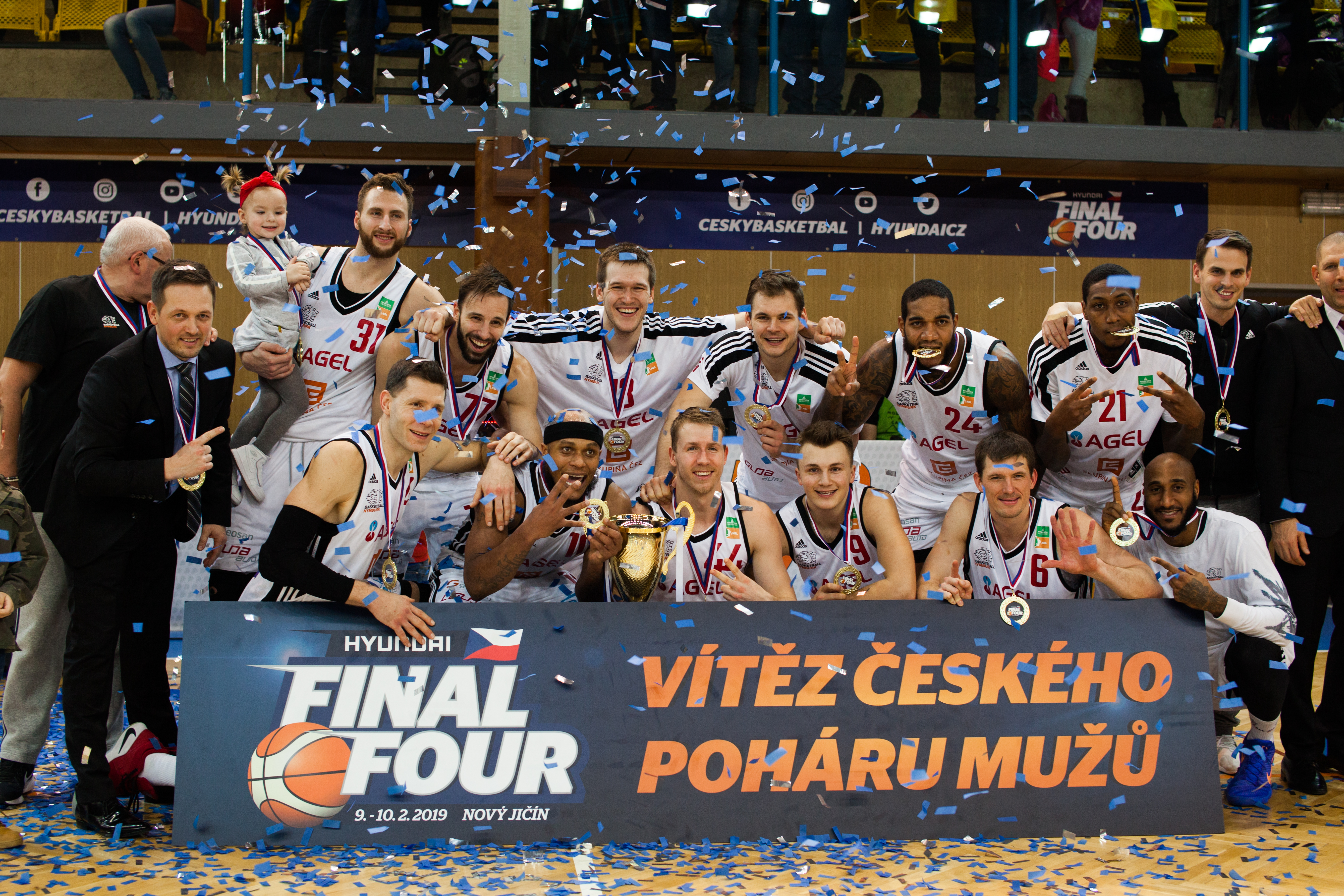
Sestava ČEZ Basketball Nymburk při výhře Českého basketbalového poháru (Nový Jičín, 2019)
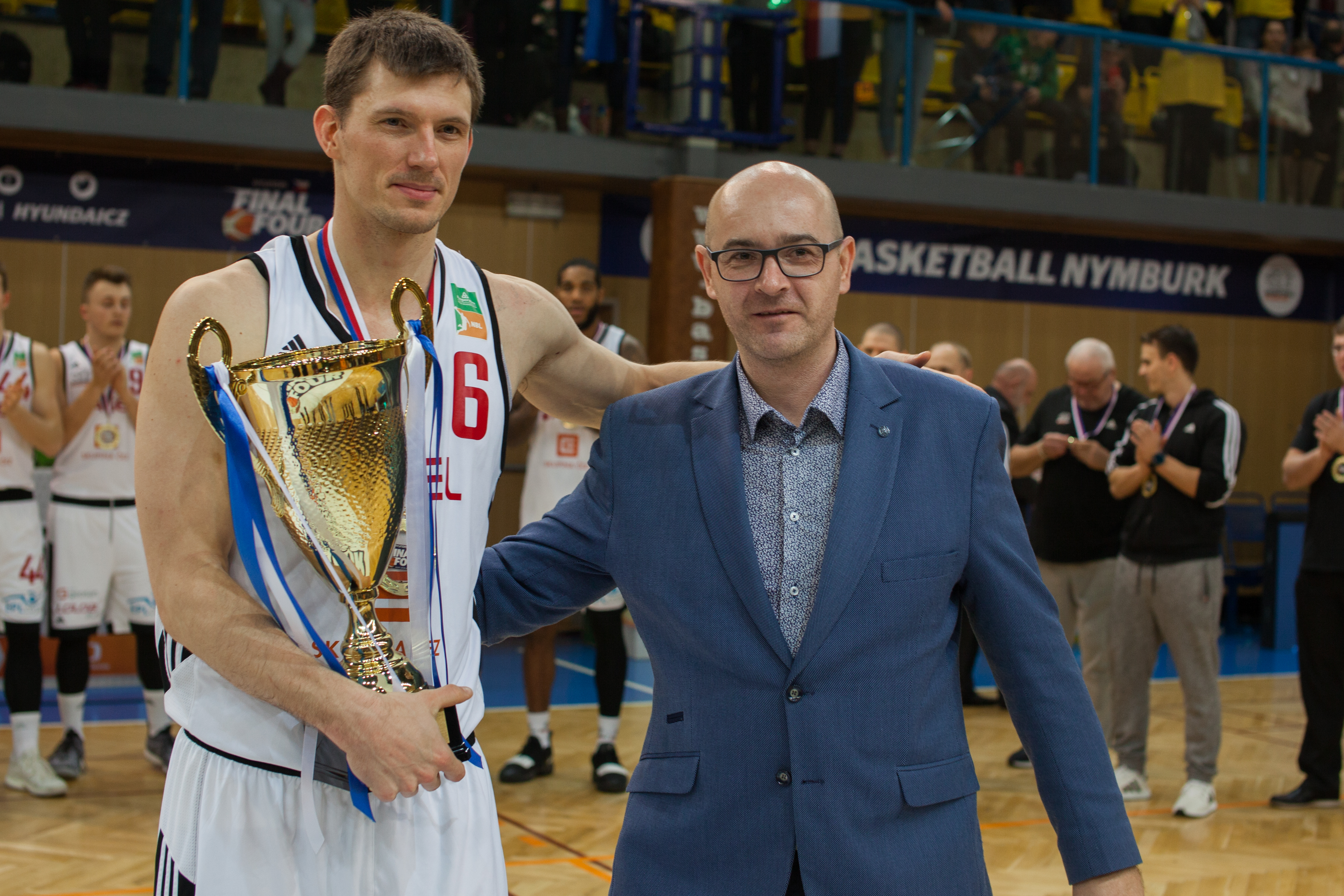
Kapitán ČEZ basketball Nymburk Pavel Pumprla s trofejí pro vítěze Českého basketbalového poháru, vpravo starosta Nového Jičína Stanislav Kopecký (2019)
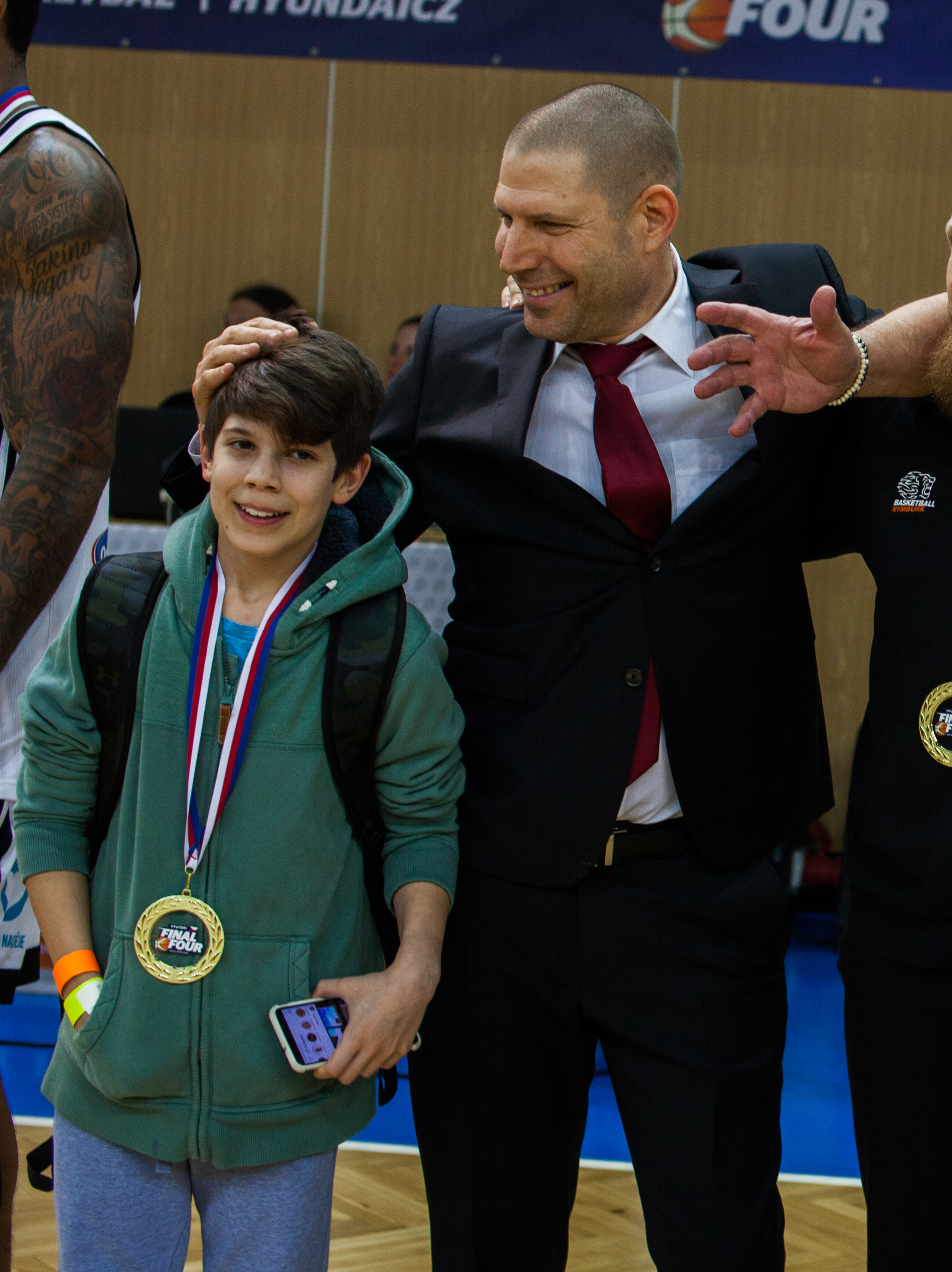
Trenér ČEZ basketball Nymburk Oren Amiel (vpravo) po vítězství v Českém poháru v basketbalu (Nový Jičín, 2019)
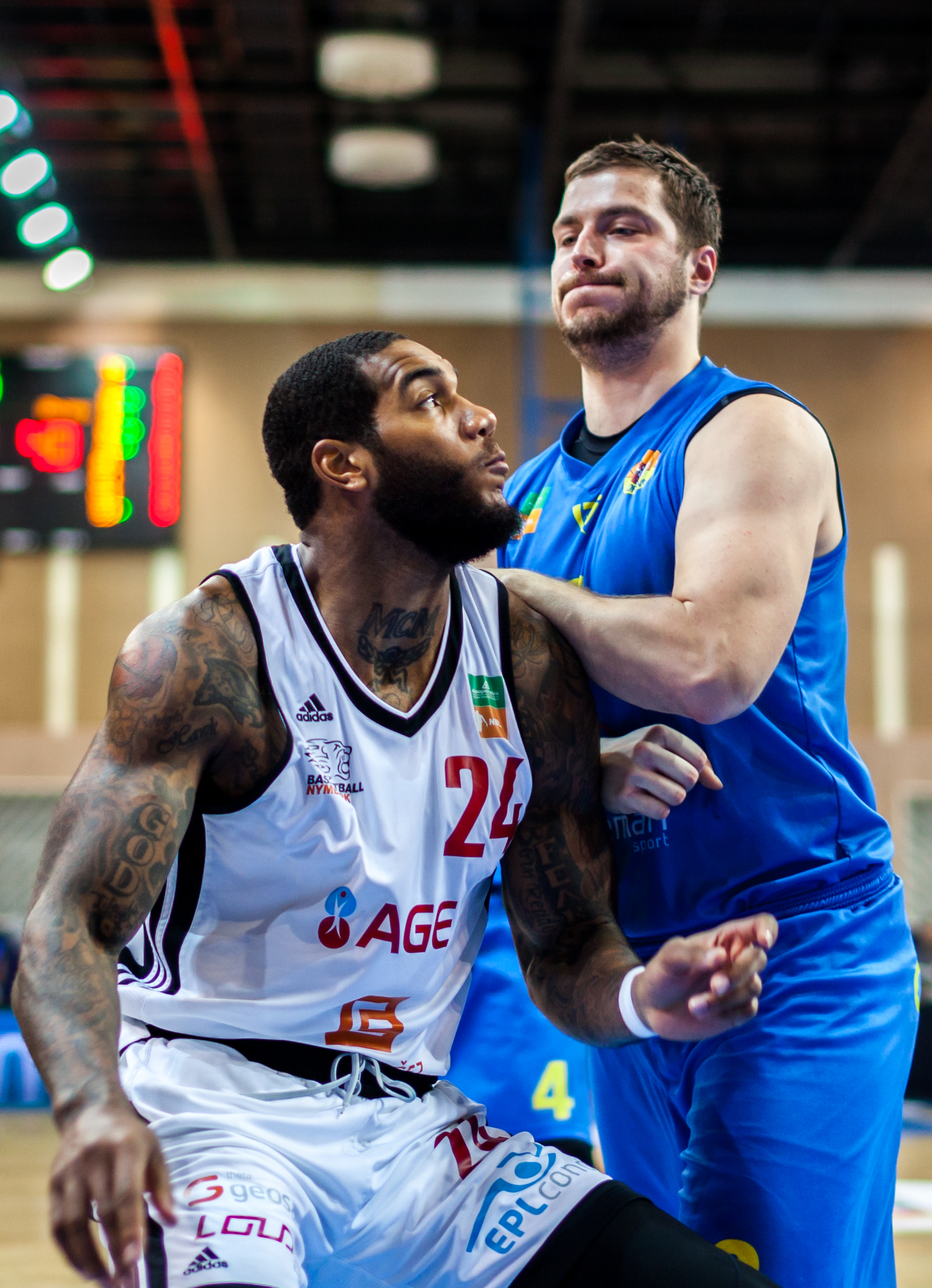
Pivot ČEZ basketball Nymburk Michael C. Myers Jr. v zápase Českého basketbalového poháru (Nový Jičín, 2019)
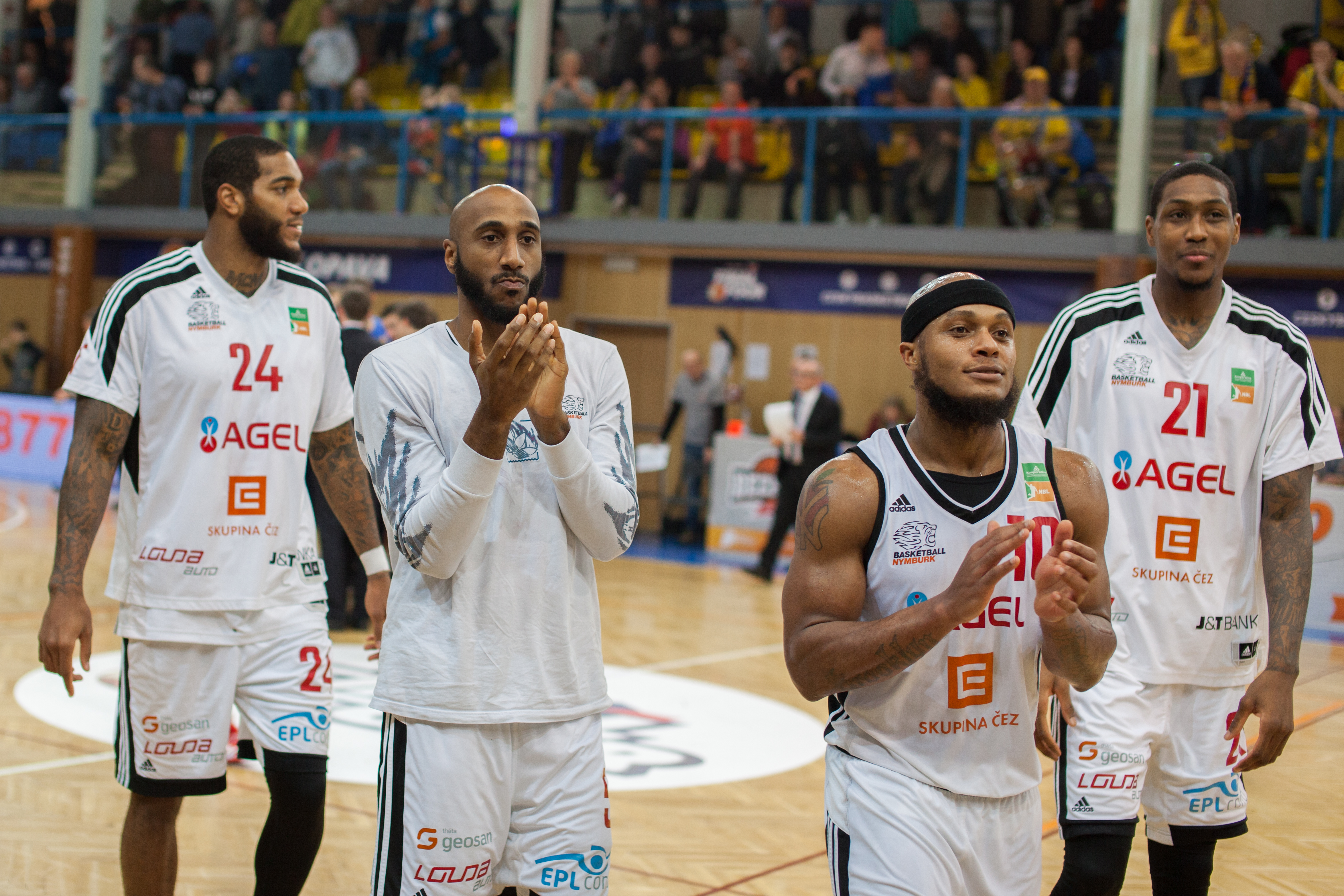
Hráči ČEZ basketbal Nymburk po vítězství v Českém poháru v basketbalu (Nový Jičín, 2019)
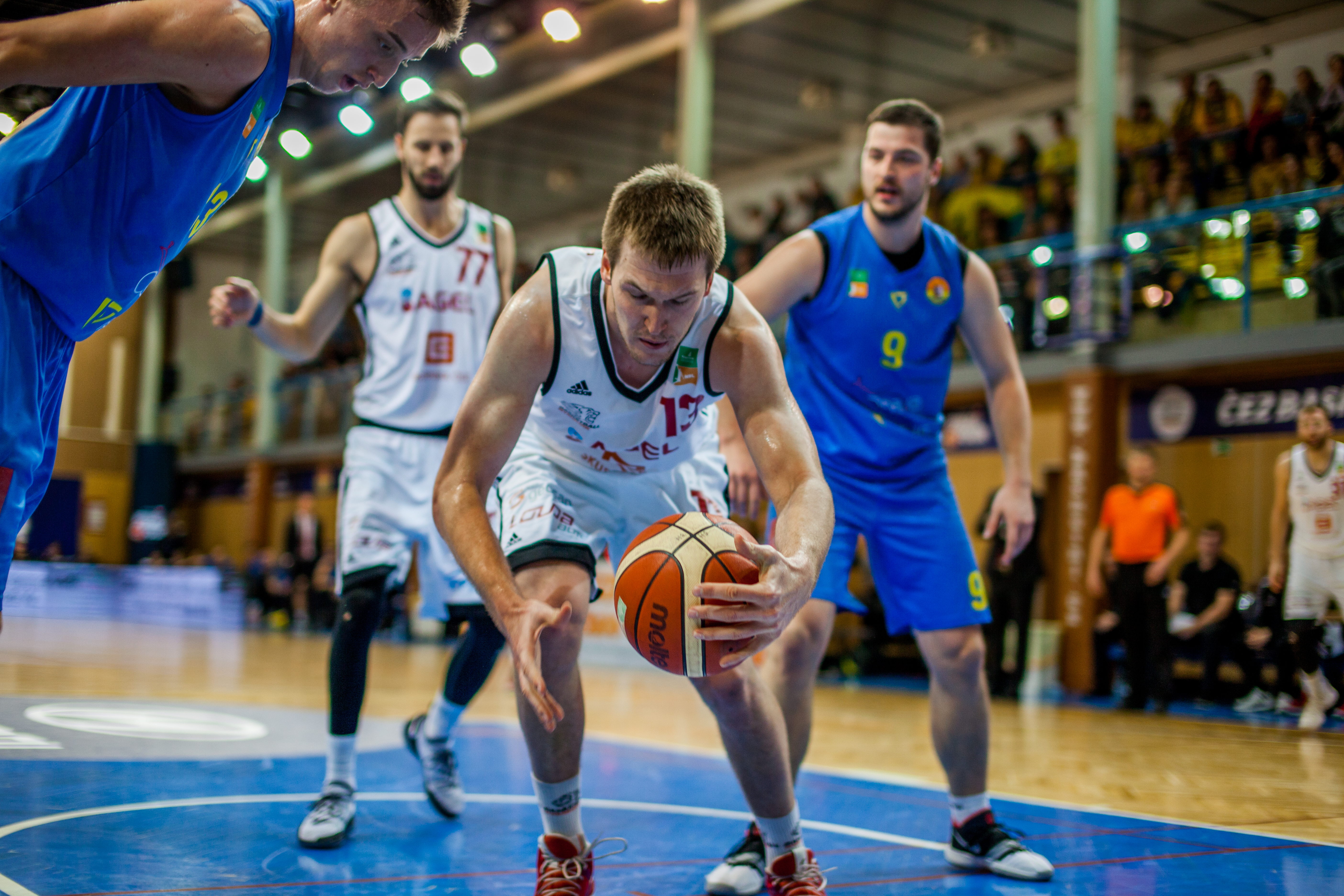
Martin Peterka v zápase proti BK Opava Českého poháru v basketbalu (Nová Jičín, 2019)
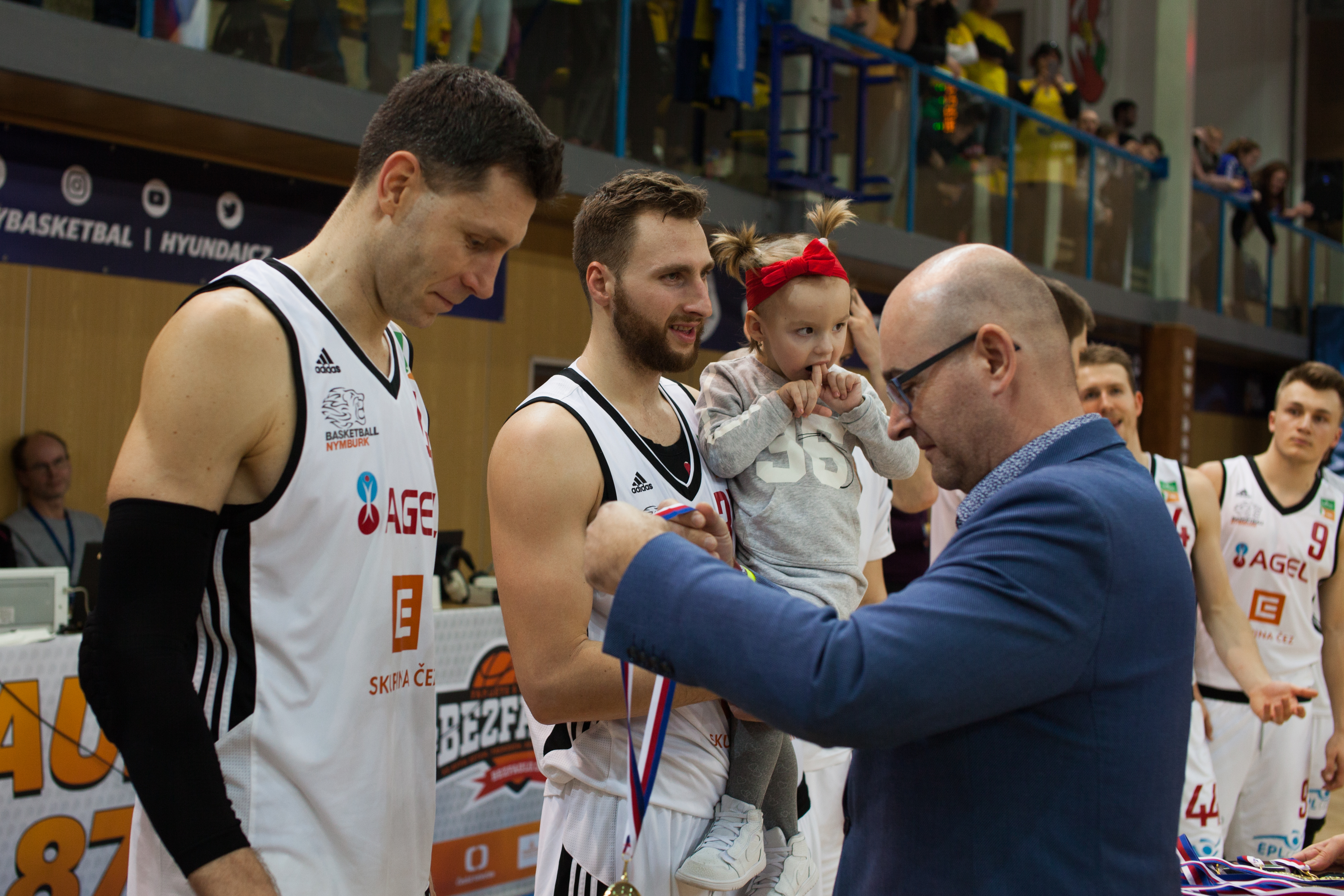
Starosta Nového Jičína Stanislav Kopecký předává hráčům ČEZ basketball Nymburk medaile za vítězství v Českém poháru v basketbalu (Nový Jičín, 2019)